# 泰嶽演習
泰嶽演習，正式稱呼泰嶽軍民防空演習，為中華民國軍民聯合防空演習代號，模擬中國人民解放軍侵略時防空防護計畫。

## 簡介
1966年頒布，接替聯合防空演習，演習內容模擬侵略發生時，人車疏散避難，消防搶救，工程搶救，災民救助等。並假設核子設施受損，遭受幅射塵感染，短時間內以大量清水清除污染範圍。
演習期間民眾聽聞防空警報，應採取進入避難設施避難，若無避難設施可供避難則採取就地避難；甲種租賃小客車採取駛往郊區疏散，並應主動提供空餘乘坐空間給民眾疏散使用，乙種租賃小客車採取就地避難。
1978年演習由萬安演習接替。

## 歷年演習

### 1966年，泰嶽1號
1966年4月實施。 

### 1967年，泰嶽2號
1967年3月實施。 

### 1968年，泰嶽3號
1968年4月實施。 

### 1969年，泰嶽4號
1969年5月實施，本次實施民眾若已購買演習期間鐵路局平快車、對號特快、觀光號、光華號車次車票，可至鐵路局各車站辦理退票手續。

### 1970年，泰嶽5號
1970年6月實施。 

### 1971年，泰嶽6號
1971年4月實施。 

### 1972年，泰嶽7號
1972年4月實施。

### 1973年，泰嶽8號
1973年5月實施。

### 1974年，泰嶽9號
1974年4月實施，本次於15時30分至16時30分實施警報發放，實施夜間燈火管制。 

### 1975年，泰嶽10號
1975年5月實施。 

### 1976年，泰嶽11號
1976年5月實施。 

### 1977年，泰嶽12號
1977年8月實施。

### 檔案應用
1. ↑  台北區防空演習。《中國電影製片廠》 [1952-03-18]
2. ↑  防空演習--泰嶽演習。《台灣電視公司》 [1966-04-27]
3. ↑  泰嶽二號防空演習。《中國電影製片廠》 [1967-03-13]
4. ↑  泰嶽三號防空演習。《台灣電視公司》 [1968-04-05]
5. ↑  防空管制時旅客無條件退票及服勤注意事項案/中南部泰嶽四號演習時火車不予管制，旅客已購車票因交通管制無法上車時其車票應予無條件退票。《臺灣鐵路管理局》
6. ↑  台北市泰嶽六號防空演習。《台灣電視公司》 [1971-05-10]
7. ↑  宜蘭泰嶽八號演習。《台灣電視公司》 [1973-06-18]
8. ↑  泰嶽九號演習記者會。《台灣電視公司》 [1974-04-29]

### 媒體
1. ↑  . 《建國日報》.   [1966-04-27] （中文）.
2. ↑   (PDF). 《華夏郵報》.   [1971-05-12] （中文）.
3. ↑  . 《建國日報》.   [1971-08-13]. （原始内容存档于2025-06-16） （中文）.
4. ↑   (PDF). 《華夏郵報》.   [1972-04-24] （中文）.
5. ↑   (PDF). 《華夏郵報》.   [1973-05-15] （中文）.
6. ↑   (PDF). 《華夏郵報》.   [1974-04-30] （中文）.

## 關聯條目
- 萬安演習